# النسيان الكتابي

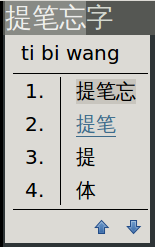

النسيان الكتابي (بالصينية 提笔忘字 أي تناول القلم ونسيان اللفظ) عبارة عن نسيان المتحدثين ببعض لغات شرق آسيا كيفية كتابة الألفاظ الصينية. وترتبط هذه الظاهرة على وجه التحديد بالاستعمال المطول لطرق الكتابة بالحروف الرومية دون الحاجة لمعرفة طريقة الكتابة الأصلية.
أسباب الظاهرة:
يرجع السبب الرئيسي للنسيان الكتابي إلى الاعتماد المتزايد على التكنولوجيا في الكتابة، مثل استخدام الهواتف الذكية وأجهزة الكمبيوتر، حيث تُستخدم طرق إدخال تعتمد على الحروف اللاتينية لتحويلها إلى الحروف الصينية أو اليابانية. هذا يقلل من ممارسة الكتابة اليدوية، مما يؤدي إلى ضعف في الذاكرة العضلية المتعلقة بكتابة تلك الحروف.
التأثيرات:
تؤثر هذه الظاهرة على الكتّاب والطلاب والأفراد الذين يعتمدون على الكتابة اليدوية في حياتهم اليومية، حيث قد يجدون صعوبة في كتابة بعض الحروف أو الرموز دون الاستعانة بالتكنولوجيا.
الوقاية والعلاج:
للتغلب على النسيان الكتابي، يُنصح بالاستمرار في ممارسة الكتابة اليدوية بانتظام، وتعليم الأطفال الكتابة التقليدية منذ الصغر، والحد من الاعتماد المفرط على وسائل الإدخال الرقمية.